# Tama (město v Japonsku)
Tama (japonsky 多摩市) je město v Tokijské prefektuře v  regionu Kantó v Japonsku. K roku 2018 měla přes 147 tisíc obyvatel.

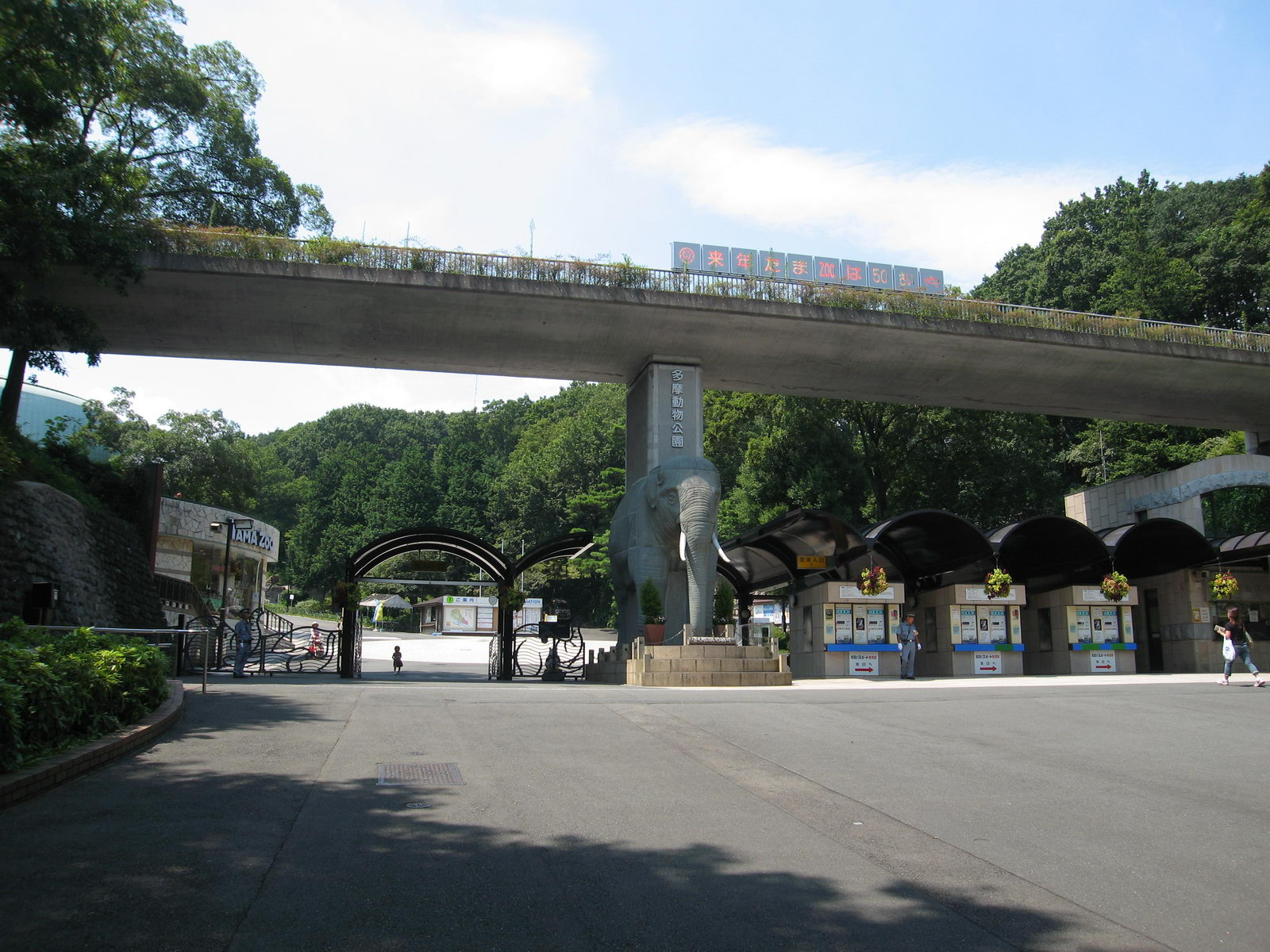
Vstup do Tamské zoologické zahrady

## Poloha

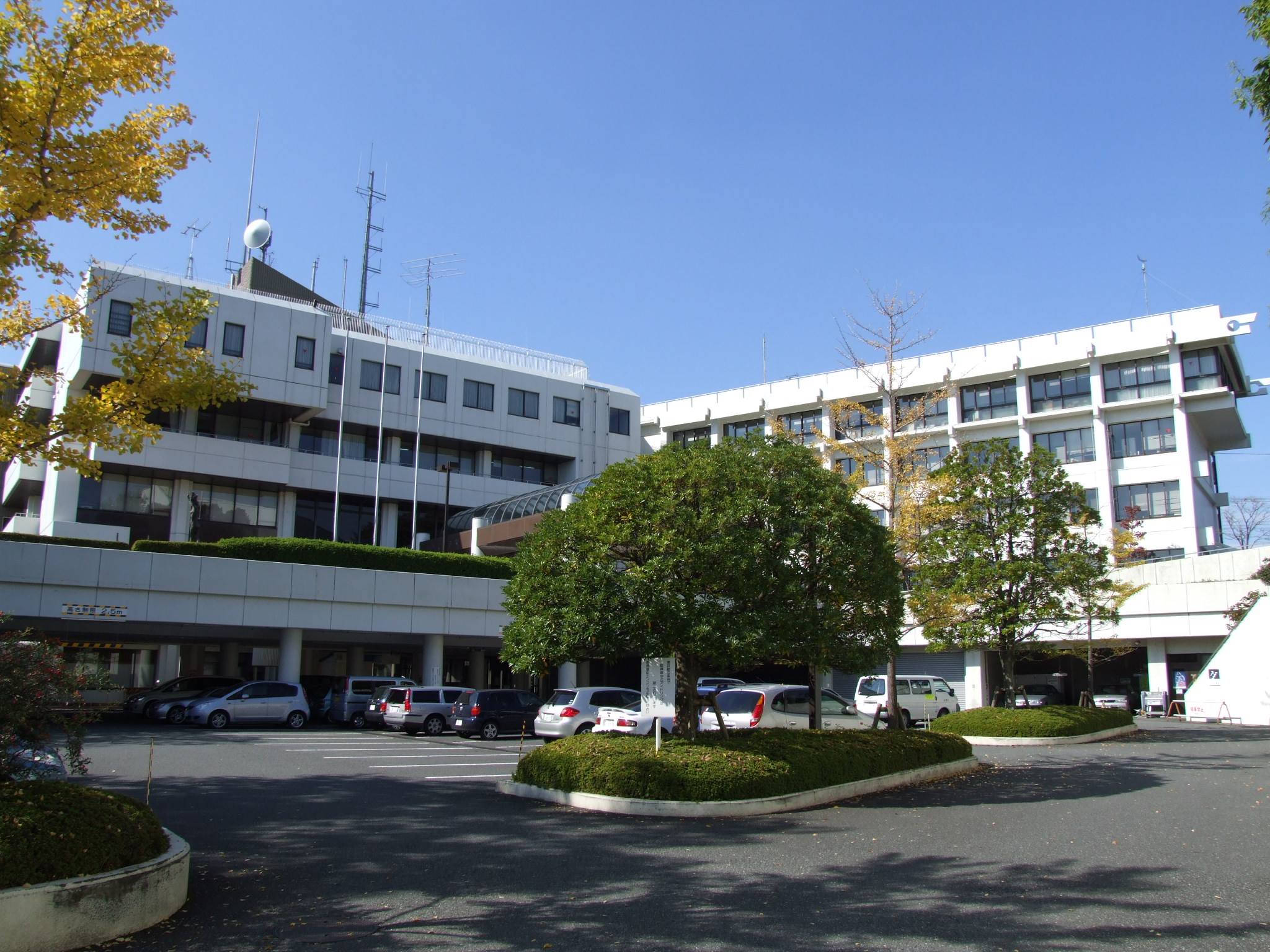
Radnice města Tama

Tama leží na ostrově Honšú na jižním břehu stejnojmenné řeky tekoucí na východ k centru Tokia a dále do Tokijského zálivu. Ze správního hlediska patří do prefektury Tokio v oblasti Kantó. Na jihovýchodě sousedí s městem Kawasaki v prefektuře Kanagawa, zatímco zbylé hranice jsou v rámci prefektury Tokio: Na jihu s Mačidou, na západě s Hačiódži, na severozápadě s Hino, na severu s Fučú a na východě s Inagi.

## Dějiny
Jako obec byla Tama poprvé ustavena po správní reformě v roce 1889.

## Zajímavosti ve městě

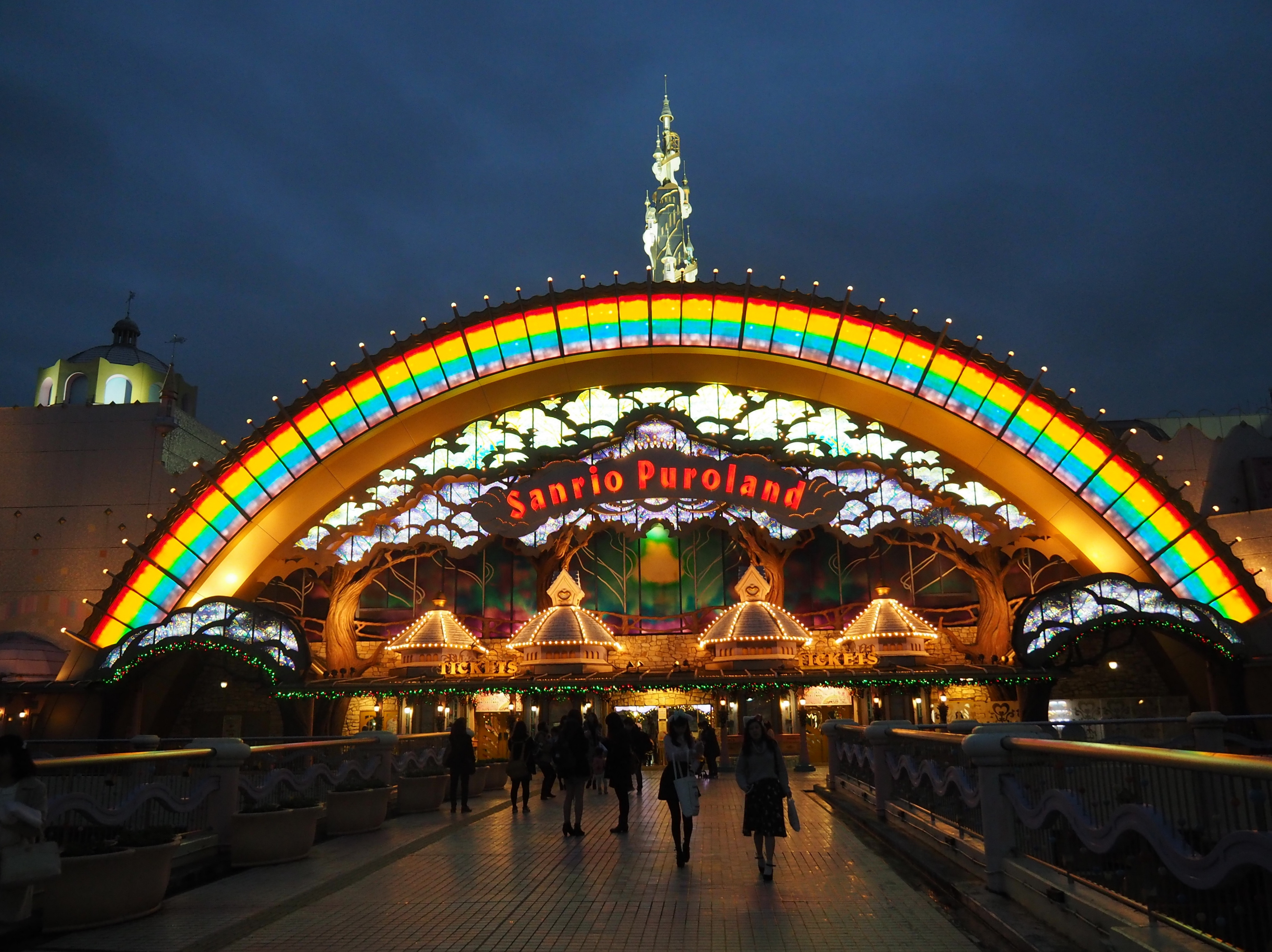
Zábavní park Sanrio Puroland

Ve městě Tama se nachází na rozlohu největší tokijská zoologická zahrada Tama zoo. Dále se zde nachází například zábavní park Sanrio Puroland.

## Rodáci
- Jajoi Kobajašiová (* 1981) – fotbalistka
- Kumi Jokojamaová (* 1993) – fotbalistka